# Francouzská národní bibliografie
Francouzská národní bibliografie (francouzsky Bibliographie nationale française) je publikace, která shromažďuje bibliografické záznamy děl vydaných ve Francii, na něž se vztahuje povinnost poskytnutí povinného výtisku pro Francouzskou národní knihovnu. To od roku 2006 zahrnuje i díla vydaná čistě elektronicky. Za vydávání Francouzské národní bibliografie je od roku 1990 zodpovědná Francouzská národní knihovna. Databáze je od roku 2001 přístupná v on-line formě a k roku 2025 je rozdělena na 8 sekcí dle povahy děl.

## Historie

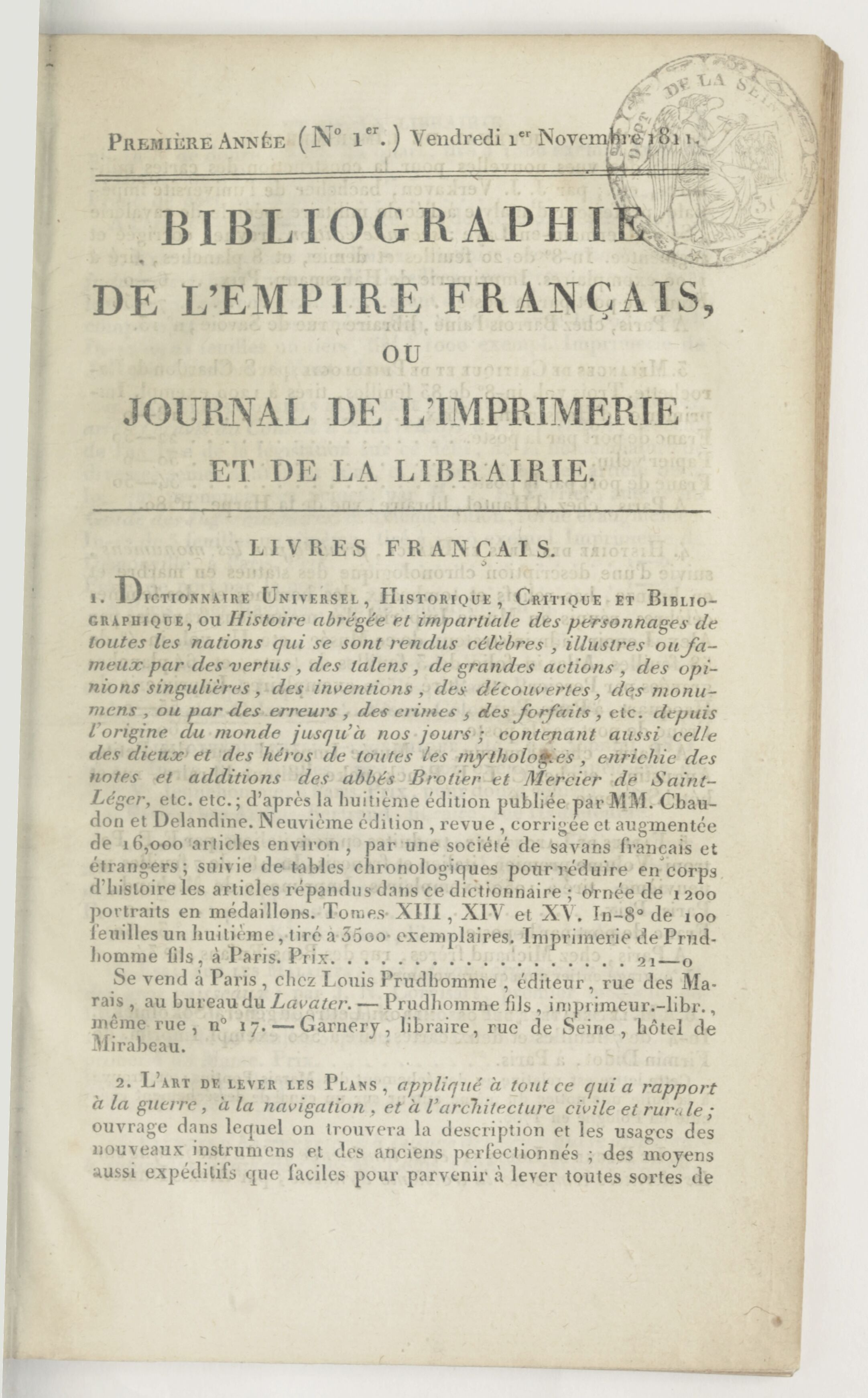
První strana prvního čísla Bibliografie Francouzského císařství z 1. listopadu 1811

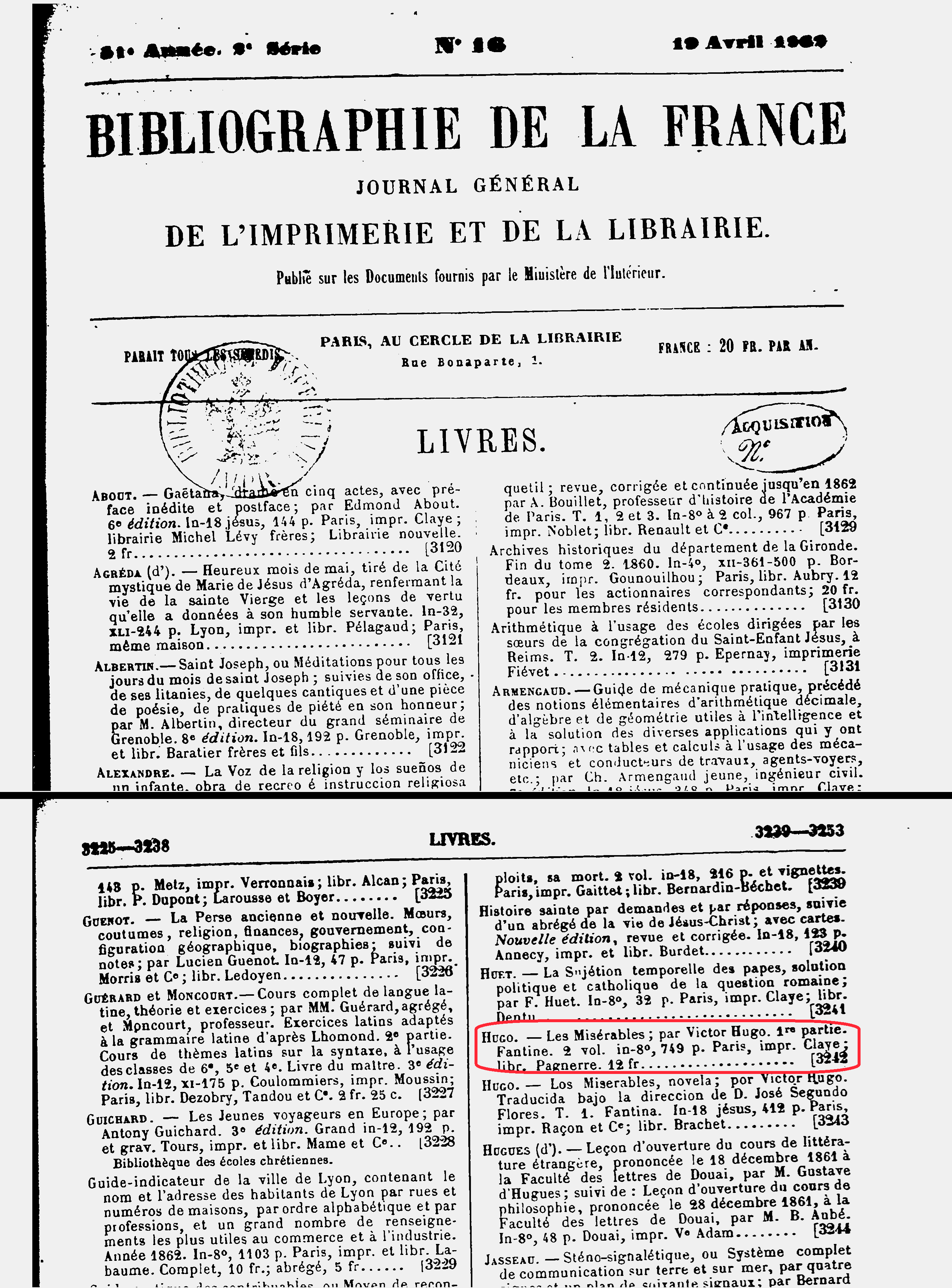
Bibliografický záznam prvního vydání Bídníků od Victora Huga v Bibliografii Francie z 19. dubna 1862 (složený obrázek)

Národní bibliografie byla založena dekretem Napoleona I. Bonaparta z 14. října 1811 jako časopis Obecný přehled knihkupectví a tisku (Journal général de la librairie et de l'imprimerie), který měl zaznamenávat "všechna tištěná a rytá díla, jejichž vydání se připravuje, jména editorů a autorů (pokud byla známa), počet výtisků a cenu". Již 1. listopadu byl časopis ustaven pod jménem Bibliografie Francouzského císařství (Bibliographie de l'Empire français). Několikrát změnil název a podtitul, ale po většinu své existence se od 3. května 1814 jmenoval Bibliografie Francie (Bibliographie de la France). Mezi lety 1856 a 1989 byl časopis vydávaný Svazem knihkupců (Cercle de la Librairie) a od roku 1990 tato povinnost přešla na Francouzskou národní knihovnu a časopis byl přejmenován na Francouzskou národní bibliografii.
Během nacistické okupace Francie za druhé světové války přestal časopis plnit některé své funkce (například záznamy za rok 1941 byly publikovány až v roce 1947) a byl využit k otištění Liste Otto, seznamu zakázaných knih. V poválečném období se časopis nadále proměňoval a získal nové přílohy: periodika; známky a fotografie; a mapy a plány v roce 1946 a administrativní publikace v roce 1950. Od 1. ledna 1973 časopis zaznamenával také ISBN, která byla Francií přijata v roce 1969 a nově vzniklou agenturou publikovaným knihám přidělována od roku 1972. V roce 1951 vyšlo přibližně 300 tisíc děl, o nichž Národní bibliografie informovala. V roce 1967 to bylo již 1 117 248 záznamů, což vedlo mj. k první studii možnosti automatizace vydávání. První automatizované číslo pak vyšlo 31. prosince 1974.
V roce 2000 přestala Francouzská národní bibliografie vycházet v tištěné podobě a její nová vydání příloh Knihy a Sériové publikace (příloha Administrativní texty byla zrušena a sloučena se dvěma zmíněnými) byla přenesena na internet. Přílohy Kartografie a Hudba byly zpřístupněny v roce 2004 (pro roky 2003 a 2004) a přílohy Zvukové, Audiovizuální a Multimediální dokumenty v roce 2005 (pro rok 2004). Mezi lety 1989 a 2006 byla bibliografie vydávána také na CD-ROMech. V roce 2020 byla spuštěna nová verze webu, která zároveň přílohu Audiovizuálních děl rozdělila na čtyři nové (Zvuk, Video, Multimédia, Kombinované dokumenty) a přílohu Hudba přejmenovala na Partitury, aby lépe odkazovala na fakt, že se jedná o tištěná díla a ne nahrávky zahrnuté do přílohy Zvuk.

## Jednotlivé sekce on-line katalogu
Všechny sekce obsahují bibliografické záznamy děl editovaných či vydaných ve Francii, která byla Národní knihovnou obdržena dle zákona o povinném výtisku. V databázi na webu Francouzské národní knihovny jsou dostupná čísla vždy od určitého roku, v nichž je možné vyhledávat dle témat systému mezinárodního desetinného třídění a dalších parametrů. 
- Knihy[11] - číslo každých 15 dní (26 ročně) (od 2001)
- Sériové publikace[12] (periodika a ediční řady) - číslo jednou měsíčně (12 ročně) (od 2001)
- Kartografie[13] (mapy, plány, atlasy, topografické příručky, glóby, zeměpisné hry) - číslo jednou za šest měsíců (2 ročně) (od 2003)
- Partitury[14] (tištěná hudební díla a pedagogická díla týkající se hudby ) - číslo jednou za čtyři měsíce (3 ročně) (od 2003)
- Zvuk[15] (zvukové dokumenty na CD, gramofonových deskách, v digitální podobě atd.) - číslo jednou za dva měsíce (6 ročně) (od 2004)
- Video[16] (video záznamy na DVD, Blu-Ray, v digitální podobě atd.) - číslo jednou za dva měsíce (6 ročně) (od 2004)
- Multimédia[17] (multimediální dokumenty na CD-ROMech, pro herní konzole, v digitální podobě atd.) - číslo jednou za dva měsíce (6 ročně) (od 2004)
- Kombinované dokumenty[18] (dokumenty s více způsoby čtení jako například kniha s audio CD, kniha s CD-ROMem atd.) - číslo jednou za dva měsíce (6 ročně) (od 2004)